# Касеррас
Касе́ррас (кат. Casserres, вимова літературною каталанською [kə'sεrəs]) - муніципалітет, розташований в Автономній області Каталонія, в Іспанії. Код муніципалітету за номенклатурою Інституту статистики Каталонії - 80497. Знаходиться у районі (кумарці) Барґаза (коди району - 14 та BD) провінції Барселона, згідно з новою адміністративною реформою перебуватиме у складі Баґарії (округи) Центральна Каталонія. 

## Назва муніципалітету
Назва муніципалітету походить від лат. sĕrra.

## Населення
Населення міста (у 2007 р.) становить 1.599 осіб (з них менше 14 років - 9,9%, від 15 до 64 - 64,2%, понад 65 років - 26%). У 2006 р. народжуваність склала 9 осіб, смертність - 13 осіб, зареєстровано 7 шлюбів. У 2001 р. активне населення становило 673 особи, з них безробітних - 48 осіб.

Серед осіб, які проживали на території міста у 2001 р., 1.461 народилися в Каталонії (з них 1.175 осіб у тому самому районі, або кумарці), 63 особи приїхали з інших областей Іспанії, а 4 особи приїхали з-за кордону. 

Вищу освіту має 7,5% усього населення. 

У 2001 р. нараховувалося 564 домогосподарства (з них 20,9% складалися з однієї особи, 28,9% з двох осіб,22,2% з 3 осіб, 18,4% з 4 осіб, 6,7% з 5 осіб, 2,1% з 6 осіб, 0,5% з 7 осіб, 0% з 8 осіб і 0,2% з 9 і більше осіб).

Активне населення міста у 2001 р. працювало у таких сферах діяльності : у сільському господарстві - 10,1%, у промисловості - 31,8%, на будівництві - 15,4% і у сфері обслуговування - 42,7%. 

 У муніципалітеті або у власному районі (кумарці) працює 407 осіб, поза районом - 349 осіб.

### Безробіття
У 2007 р. нараховувалося 69 безробітних (у 2006 р. - 73 безробітних), з них чоловіки становили 29%, а жінки - 71%.

## Економіка

### Підприємства міста

#### Промислові підприємства
| \| Промислові підприємства міста, за сферою діяльності \| Промислові підприємства міста, за сферою діяльності \| Промислові підприємства міста, за сферою діяльності \| \| Рік \| 2002 р. \| 2001 р. \| \| --------------------------------------------------- \| --------------------------------------------------- \| --------------------------------------------------- \| \| Енергетичні та водні ресурси \| 4% \| 4,2% \| \| Хімія та метали \| 0% \| 0% \| \| Переробка металів \| 32% \| 33,3% \| \| Продукти харчування \| 16% \| 16,7% \| \| Текстиль \| 16% \| 16,7% \| \| Виробництво меблів, видання \| 24% \| 20,8% \| \| Інше \| 8% \| 8,3% \| \| Усього підприємств \| 25 \| 24 \| |         |         |
| Промислові підприємства міста, за сферою діяльності |         |         |
| Рік | 2002 р. | 2001 р. |
| Енергетичні та водні ресурси | 4%      | 4,2%    |
| Хімія та метали | 0%      | 0%      |
| Переробка металів | 32%     | 33,3%   |
| Продукти харчування | 16%     | 16,7%   |
| Текстиль | 16%     | 16,7%   |
| Виробництво меблів, видання | 24%     | 20,8%   |
| Інше | 8%      | 8,3%    |
| Усього підприємств | 25      | 24      |

#### Роздрібна торгівля
| \| Підприємства роздрібної торгівлі міста, за сферою діяльності \| Підприємства роздрібної торгівлі міста, за сферою діяльності \| Підприємства роздрібної торгівлі міста, за сферою діяльності \| \| Рік \| 2002 р. \| 2001 р. \| \| ------------------------------------------------------------ \| ------------------------------------------------------------ \| ------------------------------------------------------------ \| \| Продукти харчування \| 40% \| 42,3% \| \| Одяг та взуття \| 12% \| 11,5% \| \| Товари для дому \| 4% \| 7,7% \| \| Книги та періодичні видання \| 0% \| 0% \| \| Промислова хімічна продукція \| 4% \| 3,8% \| \| Продукція, пов'язана з транспортними засобами \| 4% \| 0% \| \| Інше \| 36% \| 34,6% \| \| Усього підприємств \| 25 \| 26 \| |         |         |
| Підприємства роздрібної торгівлі міста, за сферою діяльності |         |         |
| Рік | 2002 р. | 2001 р. |
| Продукти харчування | 40%     | 42,3%   |
| Одяг та взуття | 12%     | 11,5%   |
| Товари для дому | 4%      | 7,7%    |
| Книги та періодичні видання | 0%      | 0%      |
| Промислова хімічна продукція | 4%      | 3,8%    |
| Продукція, пов'язана з транспортними засобами | 4%      | 0%      |
| Інше | 36%     | 34,6%   |
| Усього підприємств | 25      | 26      |

#### Сфера послуг
| \| Підприємства міста, що працюють у сфері послуг, за діяльністю \| Підприємства міста, що працюють у сфері послуг, за діяльністю \| Підприємства міста, що працюють у сфері послуг, за діяльністю \| \| Рік \| 2002 р. \| 2001 р. \| \| ------------------------------------------------------------- \| ------------------------------------------------------------- \| ------------------------------------------------------------- \| \| Гуртова торгівля \| 9,3% \| 10% \| \| Готелі та готельний бізнес \| 29,6% \| 26% \| \| Транспорт та зв'язок \| 18,5% \| 20% \| \| Посередницькі фінансові послуги \| 3,7% \| 4% \| \| Послуги підприємствам \| 0% \| 0% \| \| Послуги фізичним особам \| 31,5% \| 32% \| \| Нерухомість та ін. \| 7,4% \| 8% \| \| Усього підприємств \| 54 \| 50 \| |         |         |
| Підприємства міста, що працюють у сфері послуг, за діяльністю |         |         |
| Рік | 2002 р. | 2001 р. |
| Гуртова торгівля | 9,3%    | 10%     |
| Готелі та готельний бізнес | 29,6%   | 26%     |
| Транспорт та зв'язок | 18,5%   | 20%     |
| Посередницькі фінансові послуги | 3,7%    | 4%      |
| Послуги підприємствам | 0%      | 0%      |
| Послуги фізичним особам | 31,5%   | 32%     |
| Нерухомість та ін. | 7,4%    | 8%      |
| Усього підприємств | 54      | 50      |

## Житловий фонд
У 2001 р. 4,6% усіх родин (домогосподарств) мали житло метражем до 59 м2, 26,2% - від 60 до 89 м2, 41,8% - від 90 до 119 м2 і
27,3% - понад 120 м2.

З усіх будівель у 2001 р. 79,1% було одноповерховими, 17,7% - двоповерховими, 2,7
% - триповерховими, 0,5% - чотириповерховими, 0% - п'ятиповерховими, 0% - шестиповерховими,
0% - семиповерховими, 0% - з вісьмома та більше поверхами.

## Автопарк
| \| Автомобілі, зареєстровані у місті, за призначенням \| Автомобілі, зареєстровані у місті, за призначенням \| Автомобілі, зареєстровані у місті, за призначенням \| \| Рік \| 2006 р. \| 2005 р. \| \| -------------------------------------------------- \| -------------------------------------------------- \| -------------------------------------------------- \| \| Приватні автомобілі \| 59,5% \| 60,6% \| \| Мотоцикли \| 9% \| 8,8% \| \| Вантажівки \| 26% \| 25,2% \| \| Трактори \| 1,1% \| 1,1% \| \| Автобуси та ін. \| 4,4% \| 4,4% \| \| Усього автомобілів \| 1.493 шт. \| 1.447 шт. \| |           |           |
| Автомобілі, зареєстровані у місті, за призначенням |           |           |
| Рік | 2006 р.   | 2005 р.   |
| Приватні автомобілі | 59,5%     | 60,6%     |
| Мотоцикли | 9%        | 8,8%      |
| Вантажівки | 26%       | 25,2%     |
| Трактори | 1,1%      | 1,1%      |
| Автобуси та ін. | 4,4%      | 4,4%      |
| Усього автомобілів | 1.493 шт. | 1.447 шт. |

## Вживання каталанської мови
У 2001 р. каталанську мову у місті розуміли 99,5% усього населення (у 1996 р. - 99,6%), вміли говорити нею 96,8% (у 1996 р. - 
97,9%), вміли читати 93,7% (у 1996 р. - 90,8%), вміли писати 76
% (у 1996 р. - 45,5%). Не розуміли каталанської мови 0,5%.

## Політичні уподобання
У виборах до Парламенту Каталонії у 2006 р. взяло участь 854 особи (у 2003 р. - 1.018 осіб). Голоси за політичні сили розподілилися таким чином:
| \| Вибори до Парламенту Каталонії \| Вибори до Парламенту Каталонії \| Вибори до Парламенту Каталонії \| \| Рік \| 2006 р. \| 2003 р. \| \| -------------------------------------- \| ------------------------------ \| ------------------------------ \| \| Конвергенція та Єднання (CiU) \| 61,9% \| 66,6% \| \| Соціалістична партія Каталонії (PSC) \| 10,3% \| 10% \| \| Народна партія (PP) \| 2,7% \| 2,2% \| \| Ініціатива за зелену Каталонію (IC) \| 5% \| 2,5% \| \| Республіканська лівиця Каталонії (ERC) \| 17,6% \| 18,2% \| \| Громадянська партія (C's) \| 0,4% \| 0% \| \| Інші \| 2,1% \| 0,6% \| |         |         |
| Вибори до Парламенту Каталонії |         |         |
| Рік | 2006 р. | 2003 р. |
| Конвергенція та Єднання (CiU) | 61,9%   | 66,6%   |
| Соціалістична партія Каталонії (PSC) | 10,3%   | 10%     |
| Народна партія (PP) | 2,7%    | 2,2%    |
| Ініціатива за зелену Каталонію (IC) | 5%      | 2,5%    |
| Республіканська лівиця Каталонії (ERC) | 17,6%   | 18,2%   |
| Громадянська партія (C's) | 0,4%    | 0%      |
| Інші | 2,1%    | 0,6%    |

У муніципальних виборах у 2007 р. взяло участь 1.032 особи (у 2003 р. - 1.010 осіб). Голоси за політичні сили розподілилися таким чином:
| \| Муніципальні вибори \| Муніципальні вибори \| Муніципальні вибори \| \| Рік \| 2007 р. \| 2003 р. \| \| -------------------------------------- \| ------------------- \| ------------------- \| \| Конвергенція та Єднання (CiU) \| 56,3% \| 69,8% \| \| Соціалістична партія Каталонії (PSC) \| 8,9% \| 28,4% \| \| Народна партія (PP) \| 0,4% \| 1,8% \| \| Ініціатива за зелену Каталонію (IC) \| 0% \| 0% \| \| Республіканська лівиця Каталонії (ERC) \| 34,4% \| 0% \| \| Громадянська партія (C's) \| 0% \| 0% \| \| Інші \| 0% \| 0% \| |         |         |
| Муніципальні вибори |         |         |
| Рік | 2007 р. | 2003 р. |
| Конвергенція та Єднання (CiU) | 56,3%   | 69,8%   |
| Соціалістична партія Каталонії (PSC) | 8,9%    | 28,4%   |
| Народна партія (PP) | 0,4%    | 1,8%    |
| Ініціатива за зелену Каталонію (IC) | 0%      | 0%      |
| Республіканська лівиця Каталонії (ERC) | 34,4%   | 0%      |
| Громадянська партія (C's) | 0%      | 0%      |
| Інші | 0%      | 0%      |